# Гонёндз

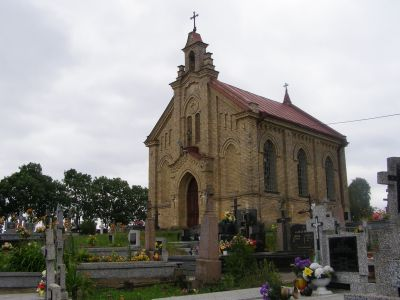

Гонёндз (пол. Goniądz) — город в Польше, входит в Подляское воеводство, Монькский повят. Имеет статус городско-сельской гмины. Занимает площадь 4,28 км². Население — 1933 человека (на 2012 год).

## История
В XIV в. град, предмет споров между Мазовией и Литвой; в XIV—XV в. в составе Великого Княжества Литовского.
В 1501—1506 годах Гонёндз был собственностью князя Михаила Глинского. С 1569 — в составе Польши; городские права с 1547; ремесленный-торговый центр (затон); с 1795 — в составе Пруссии, с 1807 — в Российской империи; в конце XIX в. — железнодорожное сообщение.
Летом 1941 года после начала войны поляки убили в городе несколько десятков евреев, в период немецкой оккупации 1941—1942 — гетто (ок. 1.3 тыс. лиц, вывезенных немцами в Простки в. Граева); во время военных действий разрушенный на ок. 80 %.

## Население
В 1878 году в городе проживало 2943 жителя, из них 1880 иудеев, 1056 католиков, 15 православных.
Согласно переписи 1897 года из 3436 жителей своим родным языком считали: 2055 (59,8 %) — еврейский, 1306 (38,0 %) — польский, 70 (2,0 %) — великорусский.